# 皱囊虫属
皱囊虫屬（学名：Saccorhytus），又名皺囊動物，由单一物种冠状皱囊虫（Saccorhytus coronarius）代表。大约生活在5.4亿年前的寒武紀幸运期，曾被認為是已知最早、最原始的后口动物，但後續的研究確認其屬於原口動物中的蛻皮動物類群。
皱囊虫的化石是由来自英国、中国和德国的科学家团队在中国陕西省发现的，该研究结果于2017年1月首次发表。

## 描述
皱囊虫呈椭球形，成体大小约1.3毫米，腹面具有可伸缩的环状口部 ，表面有4对体锥，却无尾部和肛门。出现了被认为是鳃裂构造雏型的成对排水鳃孔的特征。2022年，研究人员（中国科学院南京地质古生物研究所、长安大学、美国弗吉尼亚理工大学、英国布里斯托大学等国内外机构人员）發現，曾被解释为“鳃孔”的结构很可能是封闭的具刺骨板在化石化过程中磨损形成的孔状结构，皱囊虫更可能是蜕皮动物而不是后口动物。